# Mörner (ród)

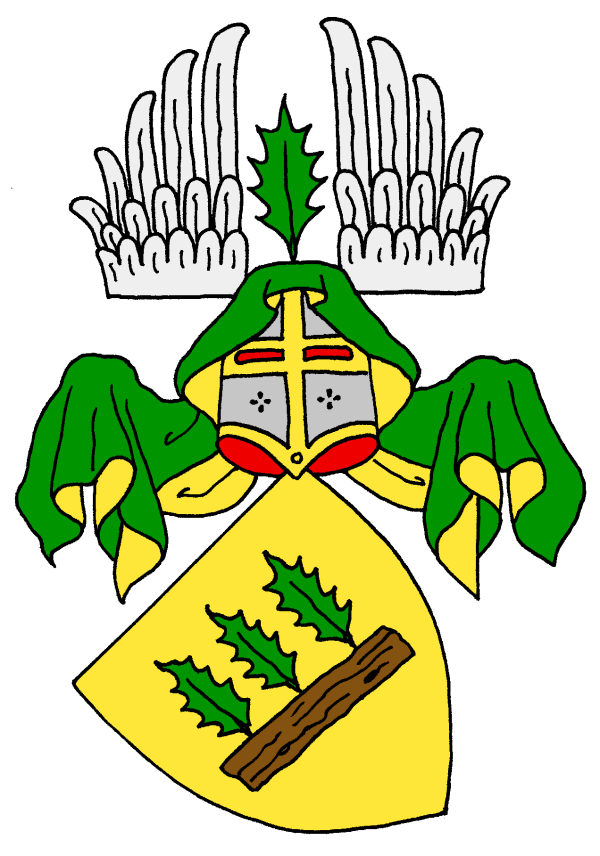

Von Mörner – ród pochodzący prawdopodobnie z Turyngii, wzmiankowany w ziemi lubuskiej po 1250 r. (Tarnawa Rzepińska), w Nowej Marchii w 1298 r., na znaczeniu zyskał podczas panowania Wittelsbachów. Posiadał dobra w Barnówku (1347–1367), Kłosowie (wzmianka z 1337 r., XVI w.), Wicinie (wzmianka z drugiej połowy XVI w.), Czelinie (XV-XVII w.), Goszkowie (wzmianka z 1369 r.).